# Sopotnia Wielka
Sopotnia Wielka is een dorp in de Poolse woiwodschap Silezië. De plaats maakt deel uit van de gemeente Jeleśnia en telt ca. 1600 inwoners.